# IC 729
IC 729 је лентикуларна галаксија у сазвјежђу Велики медвјед која се налази на листи објеката дубоког неба у Индекс каталогу.
Деклинација објекта је + 33° 20' 9" а ректасцензија 11h 45m 18,3s. Привидна величина (магнитуда) објекта IC 729 износи 14,5 а фотографска магнитуда 15,5. IC 729 је још познат и под ознакама CGCG 186-37, PGC 36627.